# Ukradená generace
Ukradená generace (anglicky Stolen Generation) je označení pro téměř 100 000 dětí australských Aboriginců, které byly ve 20. století vládními úředníky násilně odebírány od svých rodin za účelem asimilace mezi většinové bílé obyvatelstvo.

## Název
„Ukradenou generací“ je nazývána skupina australských domorodých obyvatel, kteří byli v dětství vlivem australské vládní politiky trvající od roku 1910 do 1970 násilím odděleni od svých rodin. Přestože není zcela přesně známo, kolik dětí bylo takto ze svých domovů odebráno, některé odhady tvrdí, že se jejich počet pohybuje mezi 1/3 a 1/10 z celkového počtu všech domorodých australských dětí narozených v dané době.
Nejčastěji byly odebírány děti, které byly zčásti míšenci a které nepřesáhly maximální věkovou hranici 5 let. Bez jakéhokoliv souhlasu rodičů byly umisťovány do sirotčinců, náhradních domovů či pracovních táborů, kde se učily zastávat pomocné práce v domácnosti a zemědělství. Jejich dozorci a vychovatelé byli bez výjimky z řad bílých.

## Důvody odebírání dětí
Podle federální politiky byly děti „ukradené generace“ prý ze svých domovů odebírány pro „vlastní dobro“. Bílí Australané věřili, že všem domorodým dětem, ve kterých kolovala zčásti i krev bělochů, bude jen ku prospěchu, budou-li vyrůstat v čistě bílé společnosti. Cílem tedy bylo postupně asimilovat děti Aboriginců mezi většinovou populaci.

## Důsledky
Přestože některé z dětí si v nové životní situaci mohly polepšit, pro drtivou většinu byly efekty spíše negativní. Kýžený asimilační efekt se nedostavil, protože odebrané děti nezískaly vzdělání a v bělošské společnosti se v dospělosti zařadily mezi nejnižší sociální vrstvy se všemi důsledky z toho vyplývajícími. Podle zprávy s názvem Bringing Them Home z roku 1995, kterou vydala instituce zabývající se lidskými právy a rovnými příležitostmi Human Rights and Equal Opportunity Commission, odebrané děti trpěly, a to zejména protože:
- se jim nedostalo žádného nebo jen mizivého vzdělání,
- vyrůstaly v krutých životních podmínkách,
- byly často oběťmi sexuálního či jiného fyzického zneužívání,
- ztratily kontakt se svou původní domorodou kulturou a jazykem, a tím i svou identitu.

V důsledku asimilační vládní politiky mohly také vymřít některé jazyky a kulturní tradice dotčených domorodých kmenů.

## Zpráva komise zabývající se „ukradenou generací“
Zmíněná zpráva vydaná institucí Human Rights and Equal Opportunity Commission doporučila podniknout více než 54 kroků, mezi nimiž například:
- přiznání viny a vyjádření omluvy ze strany federálních vlád i vlády státní,
- vyslovení záruky, že se historie nebude opakovat,
- zřízení poradenských center, zejména v oblastech jazyka, kultury a historie,
- zřízení programů orientovaných na duševní zdraví a pomoc v rodičovství,
- poskytnutí finanční kompenzace.

Dne 13. února 2008 se australský premiér Kevin Rudd jménem celého národa všem obětem této politiky oficiálně omluvil.